# Stara Synagoga w Sarajewie
Stara Synagoga w Sarajewie (boś. Stara Sinagoga u Sarajevu) – synagoga znajdująca się w Sarajewie, stolicy Bośni i Hercegowiny, przy ulicy Velika Avlija. 
Jest obecnie najstarszą i jedną z dwóch czynnych synagog w mieście. Do czasu wybuchu II wojny światowej była najważniejszym centrum kultury i religii sefardyjskich Żydów na Bałkanach.

## Historia
Synagoga została zbudowana w 1581 roku. W 1679 i 1778 roku doszczętnie spłonęła, po czym została gruntownie odbudowywana. Podczas II wojny światowej jej wnętrze zostało zdewastowane. Po zakończeniu wojny władze miejskie nie zgodziły się na ponownie otwarcie synagogi do celów kultowych. Przeznaczono ją na siedzibę Muzeum Żydowskiego, które jest od 1966 roku oddziałem Muzeum Sarajewskiego. W muzeum prezentowana jest wystawa poświęcona historii sarajewskiej gminy żydowskiej, a także prezentowany jest duży zbiór ksiąg w języku ladino.
W 2004 roku przywrócono synagodze jej pierwotną funkcję kultową, w której nabożeństwa ponownie są odprawiane wyłącznie w rycie sefardyjskim. Wówczas do okna budynku uroczyście przybito mezuzę oraz odprawiono pierwsze od czasu zakończenia II wojny światowej nabożeństwo. Od tego czasu modły odbywają się w niej regularnie w największe święta religijne.

## Galeria

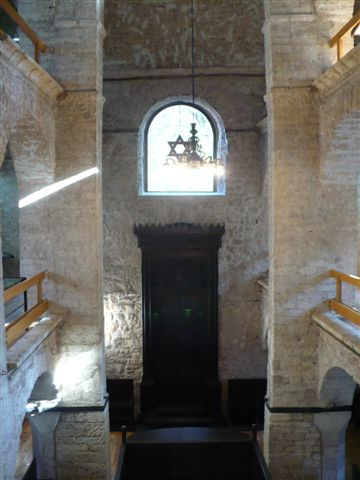
Wnętrze synagogi
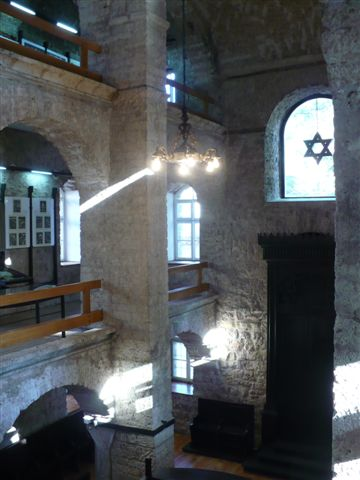
Wnętrze synagogi
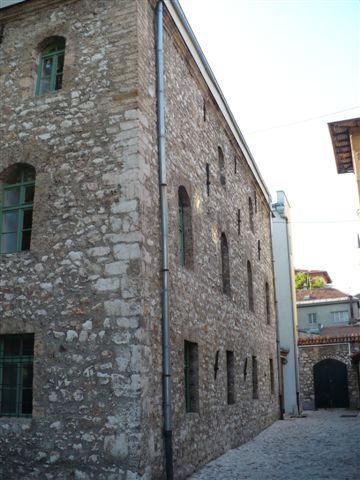
Synagoga
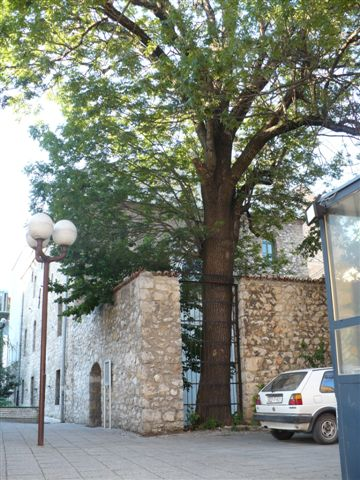
Synagoga